# Nihoa vanuatu
Nihoa vanuatu – gatunek pająków z infrarzędu ptaszników i rodziny Barychelidae. Występuje endemicznie  w Vanuatu.

## Taksonomia
Gatunek ten opisany został po raz pierwszy w 1994 roku przez Roberta Ravena na podstawie pojedynczej samicy odłowionej między 1929 a 1931 rokiem. Jako lokalizację typową wskazano Nowe Hebrydy. Epitet gatunkowy pochodzi od współczesnej nazwy tych wysp – Vanuatu.

## Morfologia
Holotypowa samica ma ciało długości 16 mm oraz karapaks długości 5,94 mm i szerokości 4,75 mm. Karapaks jest w zarysie prawie jajowaty, ubarwiony pomarańczowobrązowo z brązowymi znakami na części głowowej i brązowym siateczkowaniem przy bocznych brzegach, porośnięty brązowymi włoskami i brązowymi szczecinkami. Jamki karapaksu są szerokie i słabo zakrzywione. Szczękoczułki są pomarańczowobrązowe, porośnięte brązowymi szczecinkami. Rastellum ma 10 długich i spiczastych oraz kilka krótkich i grubych szczecinek. Bruzda szczękoczułka ma 6 dużych i 5 małych zębów na krawędzi przedniej oraz 2 małe ząbki i 10–12 ziarenek w części środkowo-nasadowej. Szczęki zaopatrzone są w 6–7 kuspuli. Na wardze dolnej brak kuspuli. Odnóża są pomarańczowobrązowe, nieobrączkowane, pozbawione cierni bazyfemoralnych, ale zaopatrzone w grzebienie. Trzecia para ma po dwa stożkowate kolce cierniowate na rzepkach. Skopule występują tylko w odsiebnych częściach nadstopiów dwóch pierwszych par. Kądziołki przędne pary tylno-środkowej są dobrze wykształcone. Opistosoma (odwłok) jest z wierzchu jasnobrązowa z białym nakrapianiem, od spodu zaś jasnobrązowa z jasnymi znakami. Genitalia samicy mają dwie spermateki, każda złożona z długiego i dość wąskiego płata wewnętrznego oraz cienkiego płata zewnętrznego o silnie rozszerzonym wierzchołku.